# ドラゴン・カンフー/龍虎八拳
『ドラゴン・カンフー/龍虎八拳』（原題：小子命大、英題：Avenging Boxer、イギリス版タイトル：Method Man、アメリカ版タイトル：The Fearless Young Boxer）は、1979年に製作された香港映画作品。
日本劇場未公開作ながら1983年3月26日、ゴールデン洋画劇場において日本語吹き替え版が公開され、以降人気作として数回、同枠あるいは深夜枠において再放送された。

## キャスト
| 役名                     | 俳優                         | 日本語吹替   |
| 役名                     | 俳優                         | フジテレビ版 |
| ------------------------ | ---------------------------- | ------------ |
| シャオ・ロン             | ピーター・チャン（張繼龍）   | 古谷徹       |
| フォー･パー･フォング     | カサノヴァ・ウォン（卡薩伐） | 市川治       |
| ルー・ユン・ハイ         | チア・カイ（嘉凱）           | 納谷悟朗     |
| シャオ・リン             | ホワ・リン（華玲）           | 岡本茉利     |
| 座長                     | チェン・ウェイロー（陳慧樓） | 千葉耕市     |
| 易者先生                 | スー・ツェンピン（蘇真平）   | 八奈見乗児   |
| 頭                       | ウォン・インサン（王永生）   | 加藤精三     |
| チョロ公                 | フィリップ・ソゥ（蘇沅峰）   | 田中亮一     |
| ジェン・ティエン・イェン | ルン・フェイ（龍飛）         | 村松康雄     |
| シー・マン・シャン       | リー・クァン（李昆）         | レオナルド熊 |
| その付き人コー           | ホイ・ラップ（許立）         | 石倉三郎     |